# Йохан Рандекер
Йохан Рандекер (на немски: Johann Randecker; Johann von Randeck; * пр. 1324; † 3 септември 1357) от благороднически род фон Рандек, е рицар, господар на замък Рандек в Рейнланд-Пфалц.

## Биография
Той е единственият син на Теодерих фон Рандек, наричан Рандекер, бургграф на Бьокелхайм (* пр. 1285; † сл. 1327) и внук на Хайнрих II фон Рандек († сл. 1275).
Синът му Йохан фон Рандек умира преди него пр. 1357 г. при Франкенщайн. Йохан Рандекер умира на 3 септември 1357 г.
Фамилията фон Рандек измира по мъжка линия през 1537 г.

## Фамилия
Йохан Рандекер се жени за Лиза († сл. 1358) и има три деца:
- Йохан фон Рандек († пр. 1357, Франкенщайн)
- Лиза фон Рандек (* пр. 1357; † сл. 1364), омъжена за Емерих Рост фон Валдек (* пр. 1347; † сл. 1395)
- Греда (Маргарета) фон Рандек († сл. 1387), омъжена пр. 1358 г. за Йохан III фон Кронберг Стари бургграф на Елтвил (* пр. 1358; † между 14 февруари 1425/4 ноември 1426), внук на Хартмут V Кронберг, бургграф на Щаркенбург († 1334), и син на рицар Хартмуд VI фон Кронберг († 1372) и първата му съпруга Вилибург фон Изенбург-Бюдинген († сл. 1352), дъщеря на Лотар фон Изенбург-Бюдинген († 1340/1341) и Изенгард фон Фалкенщайн-Мюнценберг († сл. 1326).